# 跳蹬河街道
跳蹬河街道，是中华人民共和国四川省成都市成华区下辖的一个乡镇级行政单位。2019年12月，成华区调整部分街道行政区划，将原建设路街道建兴路社区所属行政区域划归跳蹬河街道管辖，跳蹬河街道办事处驻东篱路29号。

## 行政区划
跳蹬河街道下辖以下地区：跳蹬河社区、东篱路社区、杉板桥社区、锦绣社区和建兴路社区。